# Teteven
Teteven (Bulgaars: Тетевен) is een stad en een gemeente in de oblast Lovetsj. Op 31 december 2018 telde de stad Teteven zelf 8.675 inwoners, terwijl de gemeente Teteven, met de twaalf omliggende dorpen inbegrepen, een totale bevolkingsaantal van 19.113 had.

## Geografie
De gemeente Teteven ligt op een heuvelachtig gebied en heeft een totale oppervlakte van 697 km². Teteven heeft een landklimaat met koude winters en koele zomers.
De grenzen van de gemeente zijn als volgt:
- in het noorden - gemeente Jablanitsa en gemeente Loekovit;
- in het noordoosten - gemeente Oegartsjin;
- in het oosten - gemeente Trojan;
- in het zuidoosten - gemeente Karlovo, oblast Plovdiv;
- in het zuiden - gemeente Anton, gemeente Pirdop en gemeente Zlatitsa, oblast Sofia;
- in het westen - gemeente Etropole en gemeente Pravets, oblast Sofia.

## Geschiedenis
Teteven was een welvarende nederzetting in de 16e en 17e eeuw, maar werd in 1801 overvallen, afgebrand en bijna volledig verwoest door Turkse bandieten. Slechts vier van de bijna 3.000 huizen bleven overeind. De stad herleefde later en was een belangrijke plaats in de gewapende strijd voor Bulgaarse Onafhankelijkheidsstrijd in de 19e eeuw, en bood onderdak aan een revolutionair comité dat deel uitmaakte van Vasil Levski's georganiseerde rebellennetwerk.

## Bevolking
De stad Teteven en de twaalf nabijgelegen dorpen hebben sinds de val van het communisme te kampen met een bevolkingskrimp. In 2020 telde de stad 8.496 inwoners, een daling ten opzichte van 12.799 inwoners in 1985.

#### Religie
Het christendom is de grootste religie. In de volkstelling van 2011 gaf 62,3% van de bevolking aan lid te zijn van de Bulgaars-Orthodoxe Kerk. Verder was 0,4% van de bevolking lid van de Katholieke Kerk in Bulgarije en 0,3% was protestants. Ruim 17% had geen religie, terwijl een even groot percentage niet had gereageerd op de optionele volkstelling. Er woonden tevens geïslamiseerde Bulgaren, ook wel Pomaken genoemd in de volksmond, verspreid over een aantal dorpen in Teteven. Al met al vormden moslims toen 2,4% van de bevolking. 
| Religieuze samenstelling in februari 2011 | Religieuze samenstelling in februari 2011 | Religieuze samenstelling in februari 2011 | Religieuze samenstelling in februari 2011 | Religieuze samenstelling in februari 2011 |
| ----------------------------------------- | ----------------------------------------- | ----------------------------------------- | ----------------------------------------- | ----------------------------------------- |
|                                           |                                           |                                           |                                           |                                           |
| Bulgaars-Orthodoxe Kerk                   | Bulgaars-Orthodoxe Kerk                   |                                           | 62,6%                                     | 62,6%                                     |
| Katholieke Kerk                           | Katholieke Kerk                           |                                           | 0,4%                                      | 0,4%                                      |
| Protestantisme                            | Protestantisme                            |                                           | 0,3%                                      | 0,3%                                      |
| Islam                                     | Islam                                     |                                           | 2,4%                                      | 2,4%                                      |
| Geen                                      | Geen                                      |                                           | 17,1%                                     | 17,1%                                     |
| Anders/ Onbekend                          | Anders/ Onbekend                          |                                           | 17,2%                                     | 17,2%                                     |

## Economie
De traditionele industrieën in de stad zijn vooral de houtkap en de houtverwerking. De laatste jaren speelt het toerisme echter een steeds grotere rol. In en rondom de stad Teteven zijn er talloze skipistes, chalets en vakantiehuizen te vinden.

## Gemeentelijke kernen

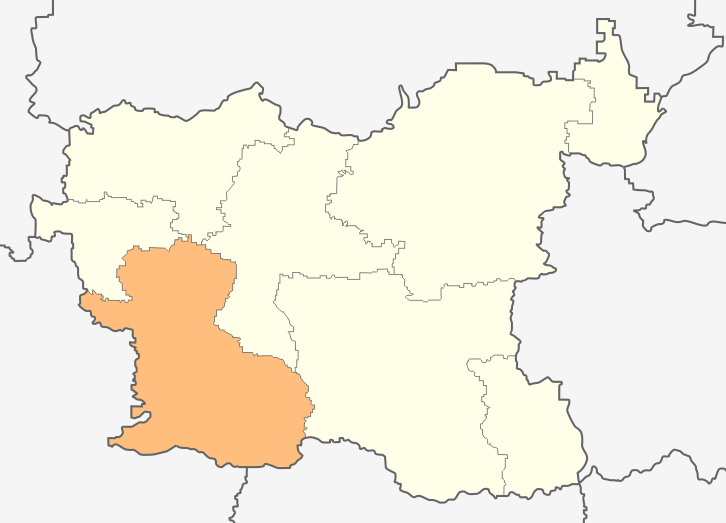
De ligging van de gemeente Teteven in oblast Lovetsj

| Plaatsnaam      | Cyrillisch      | Bevolking (2020) |
| --------------- | --------------- | ---------------- |
| Babintsi        | Бабинци         | 271              |
| Balgarski Izvor | Български извор | 1.178            |
| Divtsjovoto     | Дивчовото       | 130              |
| Galata          | Галата          | 2.389            |
| Glogovo         | Глогово         | 1.525            |
| Glozjene        | Гложене         | 1.049            |
| Goljam Izvor    | Голям извор     | 466              |
| Gradezjnitsa    | Градежница      | 1.674            |
| Malka Zjeljazna | Малка Желязна   | 70               |
| Ribaritsa       | Рибарица        | 1.016            |
| Teteven         | Тетевен         | 8.496            |
| Tsjerni Vit     | Черни Вит       | 496              |
| Vasiljovo       | Васильово       | 217              |
| Totaal          |                 | 18.977           |

## Afbeeldingen

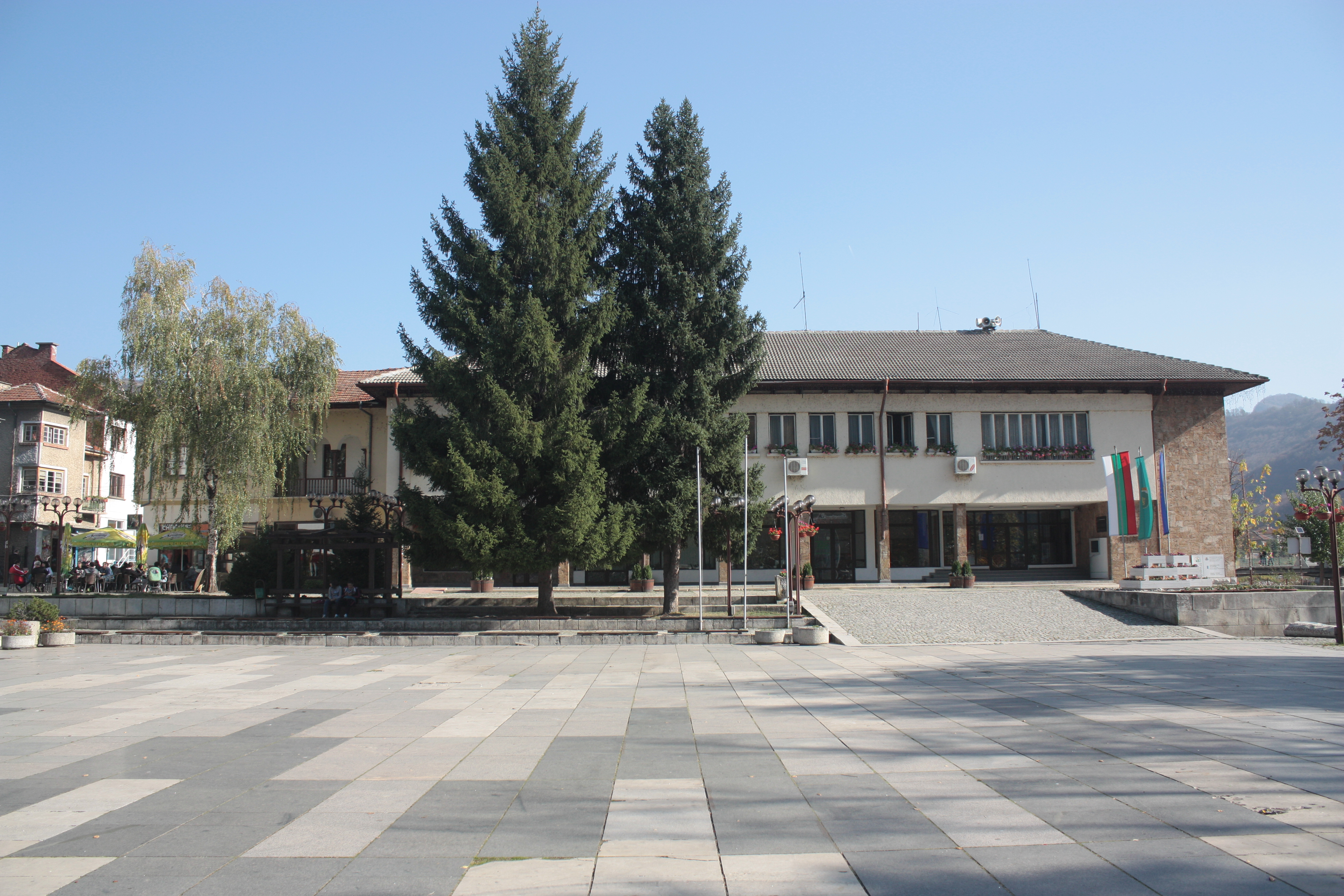
Het gemeentehuis
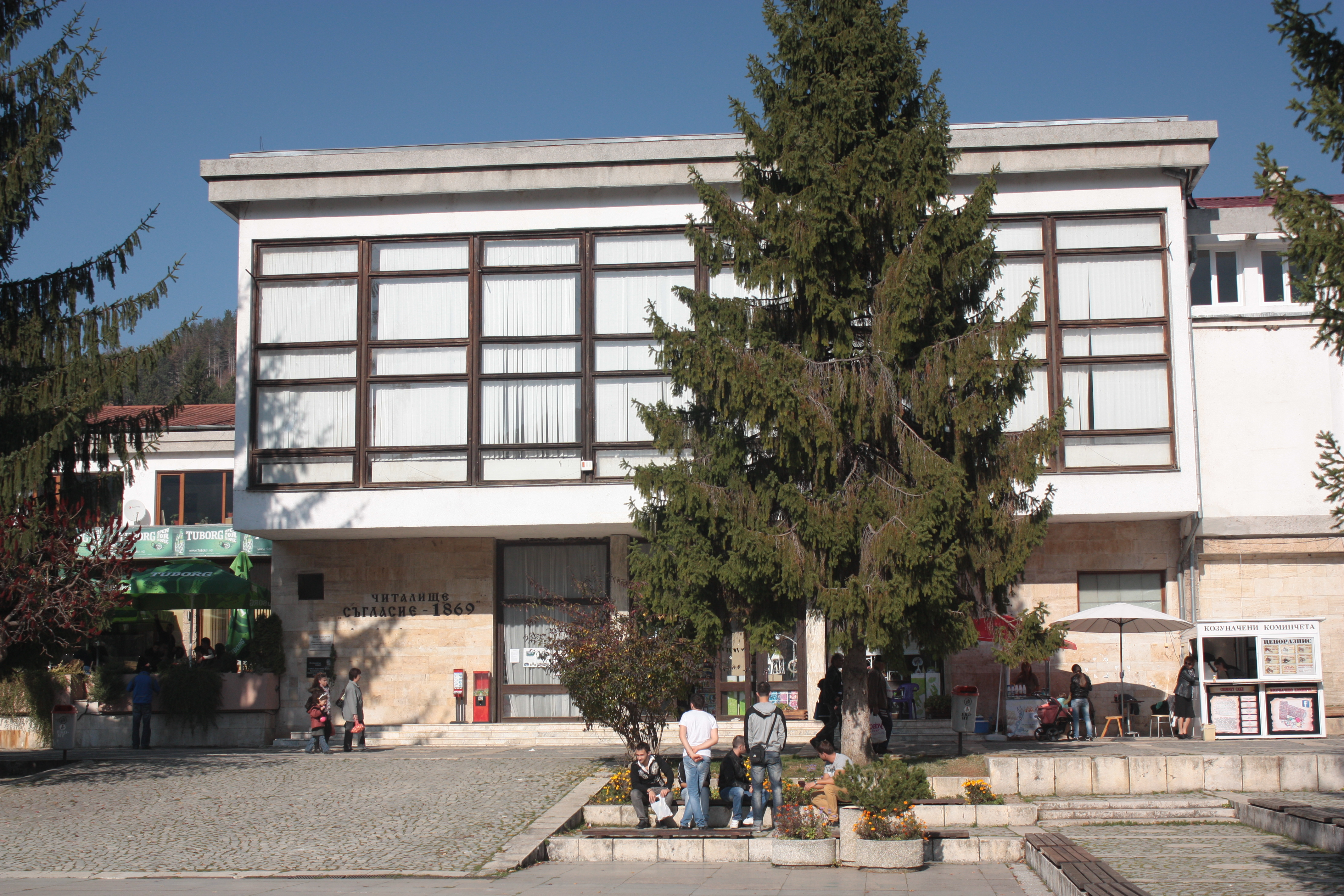
Het referentiebibliotheek
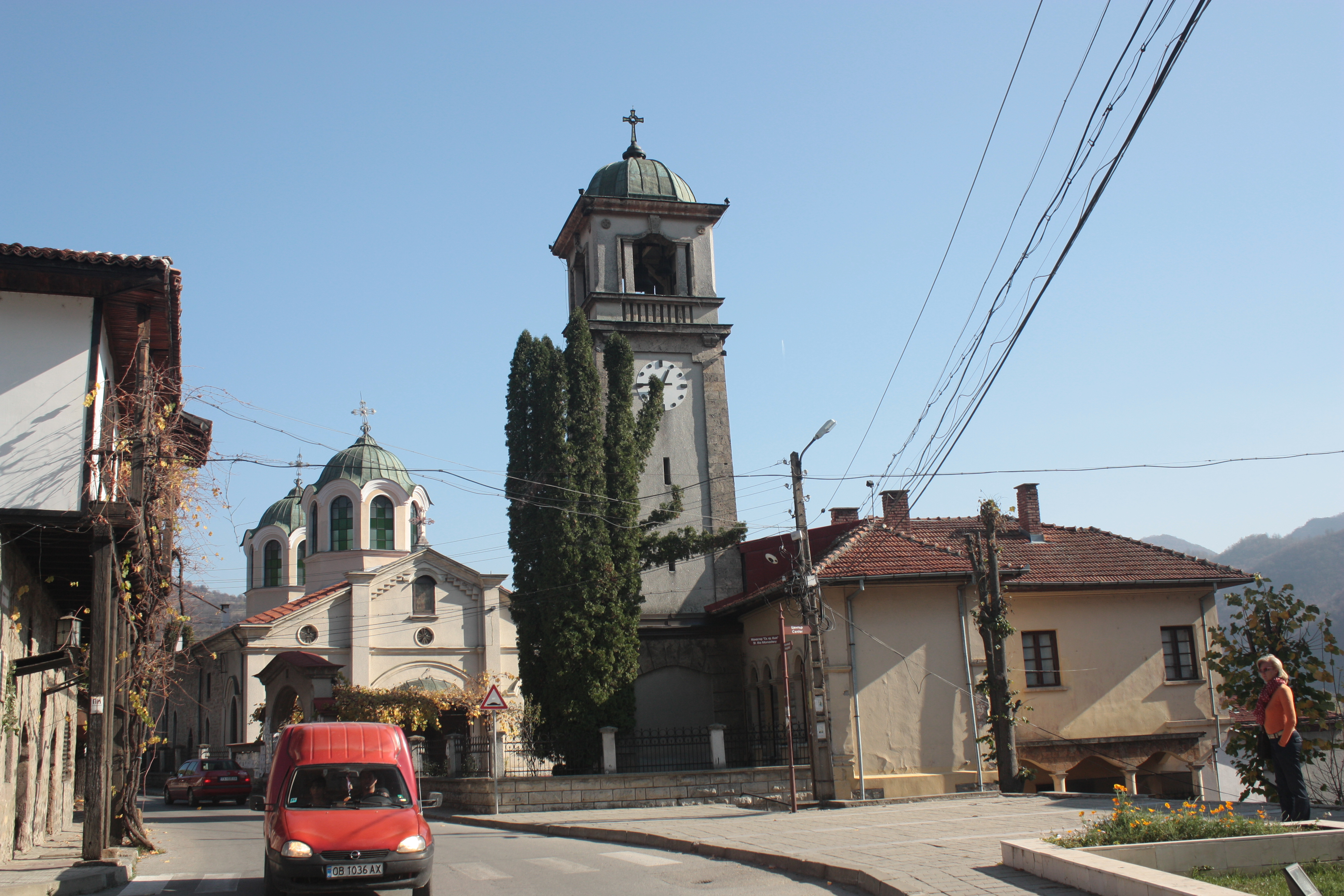
De kerk van Teteven
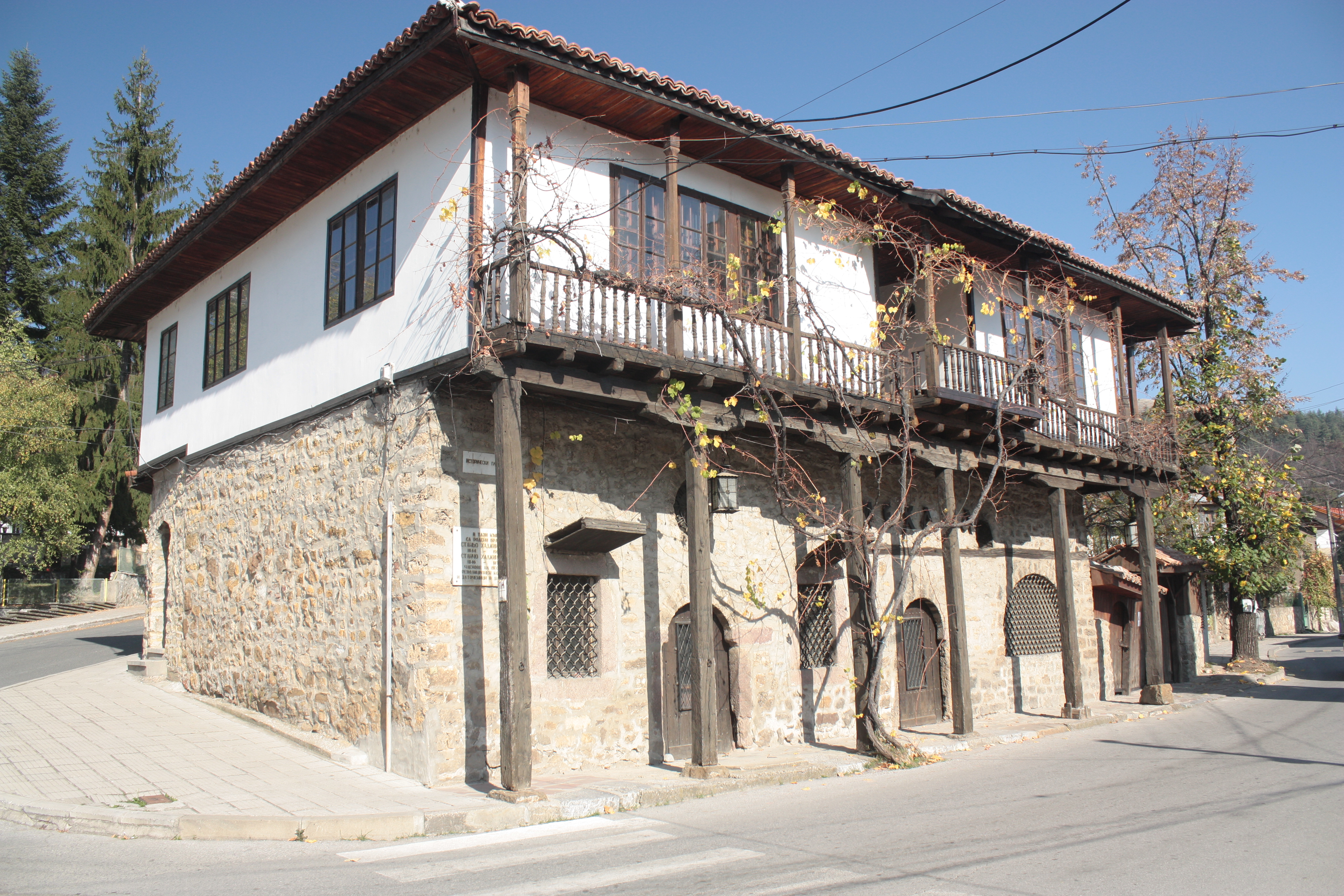
Monumentale huis (negentiende eeuw)
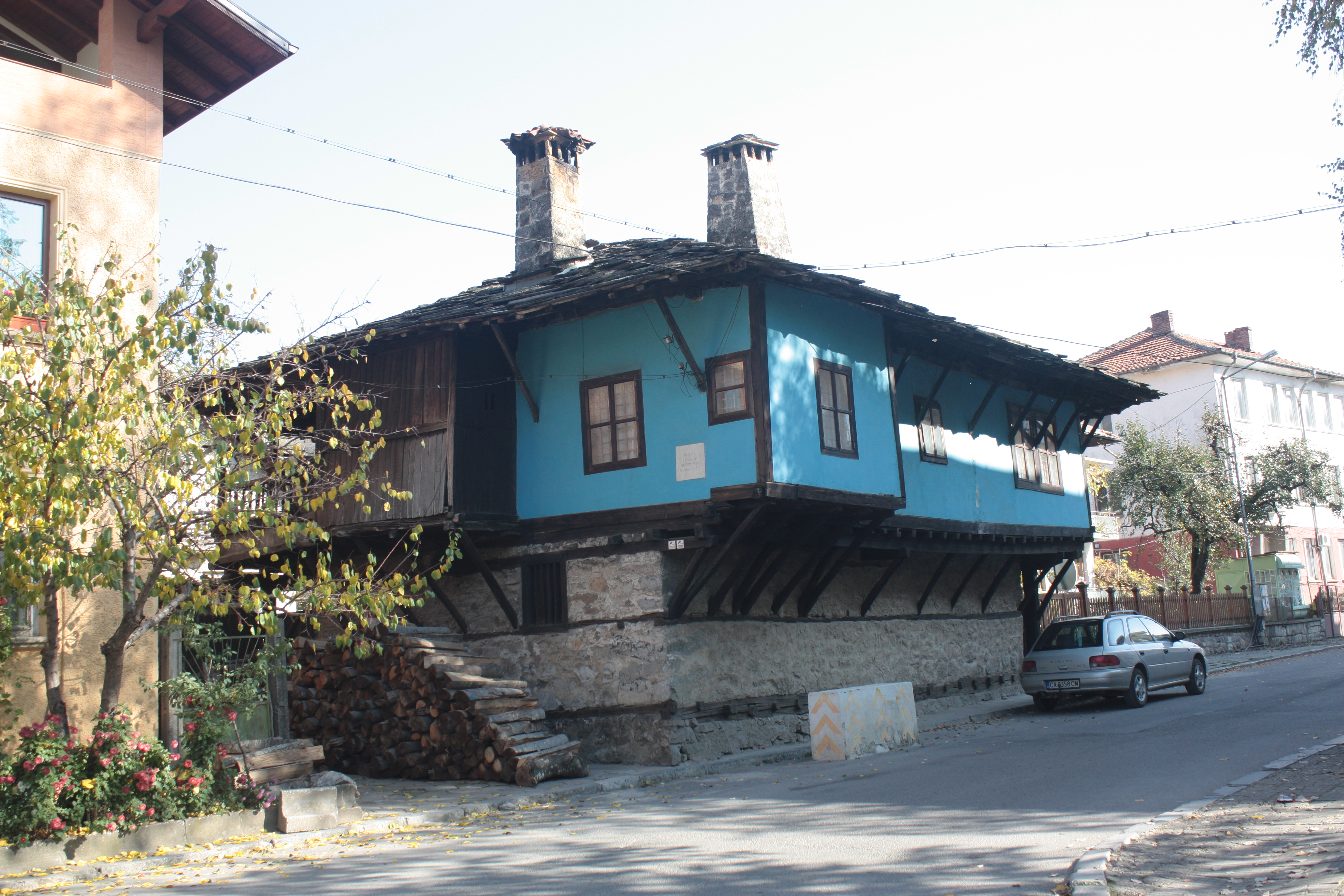
Monumentale huis (negentiende eeuw)